# Pseudociesi
La pseudociesi, nota soprattutto come gravidanza isterica ma anche come falsa gravidanza o pseudogravidanza, è la comparsa di segni e sintomi clinici o subclinici associati alla gravidanza quando la donna non è effettivamente gravida. Tale gravidanza è fondamentalmente di natura psicologica e innescata solitamente dal desiderio eccessivo di essere madre. Può anche essere causata da cambiamenti nel sistema endocrino, dovuti a secrezione di ormoni che causano variazioni fisiche simili a quelli della gravidanza. La pseudociesi può verificarsi più raramente anche negli uomini (sindrome di Couvade) e in diversi mammiferi (ad esempio, cani, bovini, cavalli, ecc.).

## Storia
John Mason Good ha coniato il termine pseudociesi dalle parole greche pseudes (falsa) e kyesis (gravidanza) nel 1823.
Casi di pseudociesi sono stati documentati fin dall'antichità. Ippocrate diede il primo resoconto scritto intorno al 300 a.C. quando registrò 12 casi di donne con questo disturbo. Maria I (1516-1558), regina d'Inghilterra, fu sospettata di aver avuto due gravidanze isteriche, ma risulta essere un fatto contestato; alcuni storici ritengono che i medici della regina abbiano confuso i fibromi nel suo utero per una gravidanza, mentre altri sospettano si fosse trattata di una gravidanza molare (che procede al coriocarcinoma) o di un carcinoma ovarico.

## Segni e sintomi
I sintomi della pseudociesi sono simili ai sintomi della vera gravidanza ed è spesso difficile distinguerli da questa. Sono infatti presenti segni come: amenorrea, nausea mattutina, aumento di peso, del volume dell'addome e dei seni. Una ricerca ha mostrato che al 18% delle donne con pseudociesi è stata diagnosticata almeno una volta una reale gravidanza.
Perché venga diagnosticata una pseudociesi, la donna deve effettivamente credere di essere incinta. Se la donna finge intenzionalmente e coscientemente la gravidanza, viene allora definita "gravidanza simulata".

## Eziologia
Diversi fattori intervengono nella genesi della pseudociesi: psicologici e neuroendocrini.

### Fattori psicologici
Gli studiosi raggruppano la maggior parte dei casi di pseudociesi tra i cosiddetti disturbi somatoformi, in cui alcune emozioni latenti si manifestano come sintomi organici. Succede, soprattutto, nelle donne alessitimiche che non esprimono i loro sentimenti.
Ci sono altri eventi che possono portare a questo disturbo: infertilità, sterilità o problemi nell'avere una gravidanza possono portare la donna, con un grande desiderio di diventare madre, a sviluppare questa condizione.

### Fattori neuroendocrini
Gli ormoni giocano un ruolo importante nello sviluppo di una falsa gravidanza. C'è una diminuzione di LH e FSH, che conduce all'anovulazione e, di conseguenza, all'amenorrea. D'altra parte, dal momento che i livelli di prolattina e di progesterone sono alti, vengono stimolati rispettivamente la lattogenesi e il mantenimento del corpo luteo.

## Trattamento
Non essendo chiari i fattori fisici sottostanti al disturbo, non vi sono raccomandazioni generali sul trattamento con i farmaci. In alcuni casi, tuttavia, al paziente possono essere somministrati farmaci per alcuni dei sintomi manifestati, come quelli per l'amenorrea. Quando i pazienti con pseudociesi hanno cause psicologiche sottostanti, dovrebbero essere indirizzati a uno psicologo per il trattamento di questi problemi. Allo stesso tempo è importante che il professionista non minimizzi la realtà dei sintomi fisici del paziente.

## Epidemiologia
Il tasso di pseudociesi negli Stati Uniti è diminuito significativamente nel secolo scorso. Negli anni '40 è stato riportato un caso ogni 250 gravidanze. Da allora, questo tasso è sceso tra una e sei occorrenze ogni 22 000 nascite. L'età media della donna colpita è di 33 anni, sebbene siano stati segnalati casi di bambine di 6 anni e di donne di 79 anni.